# ワレーリヤ・コロテンコ
ワレーリヤ・マーマドワ（Valeriya Mammadova, 1984年1月29日 - ）は、アゼルバイジャンの女子バレーボール選手。バクー出身。ポジションはリベロ。アゼルバイジャン代表。旧姓コロテンコ。

## 来歴
アゼルバイジャン代表として出場した2005年欧州選手権でベストリベロ賞を獲得した。2006年世界選手権に出場した。
アゼルバイジャンリーグではリーグ優勝7回、スイスリーグ、トルコリーグでもそれぞれリーグ優勝を飾っている。
アゼルバイジャンの柔道家のニヤト・マーマドフと結婚した。

## 所属クラブ
- ロコモティフ・バクー（2000-2001年）
- アゼルレイル・バクー（2001-2007年）
- ヴォレロ・チューリッヒ（2007年）
- アゼルレイル・バクー（2007-2008年）
- フェネルバフチェ・アジュバーデム（2008-2009年）
- アゼルレイル・バクー（2009年-）